# Taula von Torrellisar Vell
Die Taula von Torrellisar Vell ist eine Kultstätte aus der späten Eisenzeit in der Gemeinde Alaior auf der spanischen Baleareninsel Menorca.

## Beschreibung

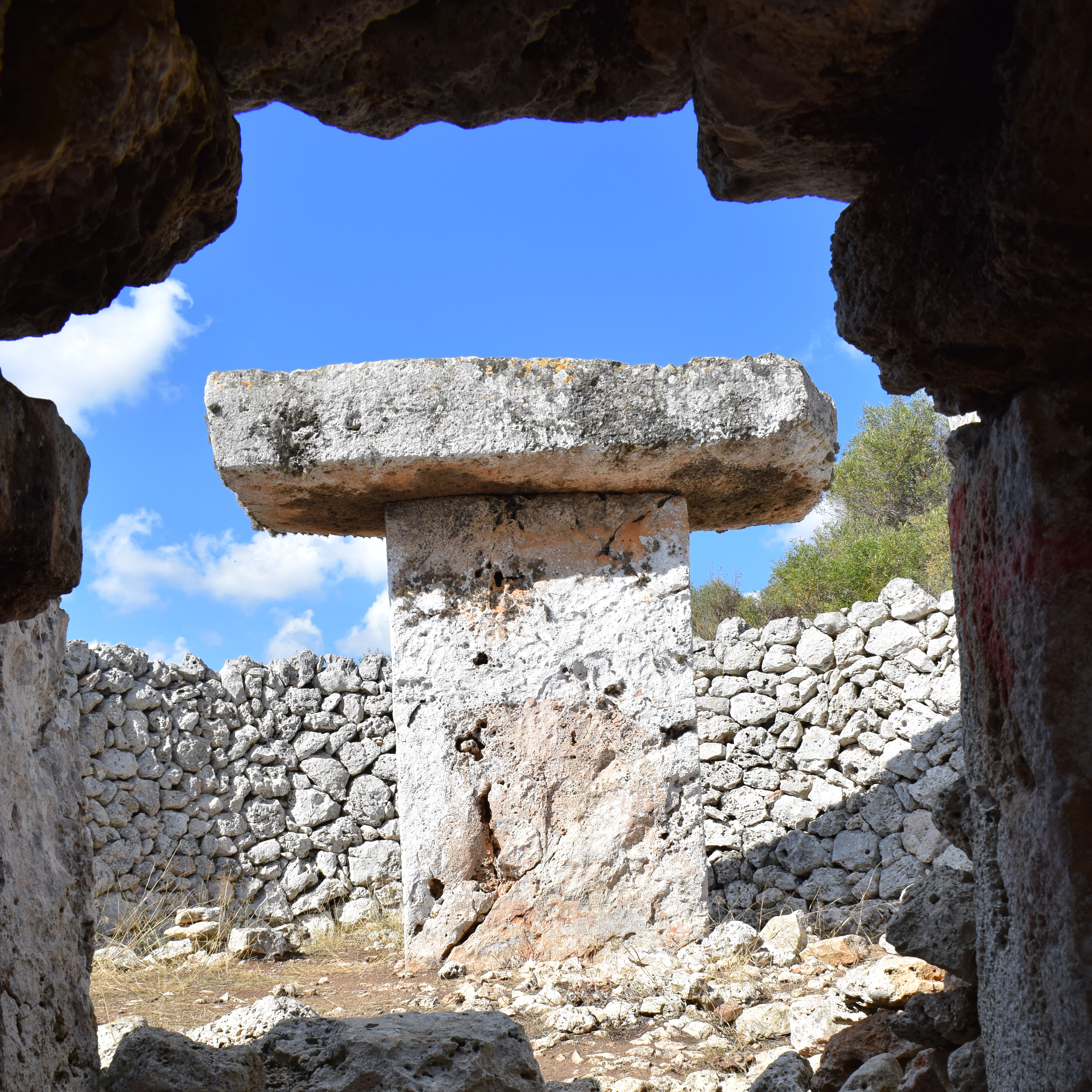
Vorderansicht

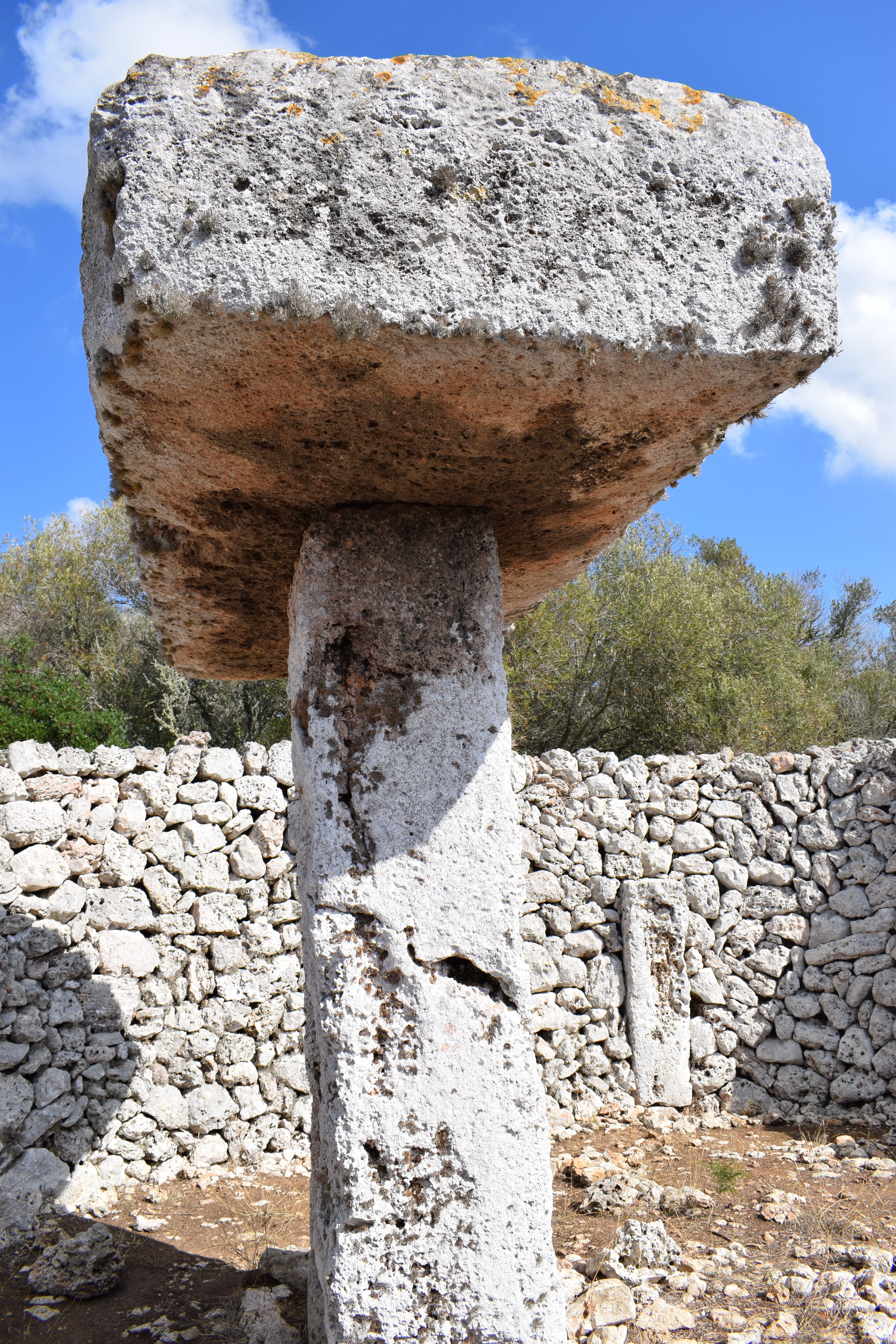
Seitenansicht

Taula-Kultstätten sind megalithische Bauten, die ausschließlich auf Menorca vorkommen. Innerhalb einer hufeisenförmigen Umfassung aus zyklopischen Mauern steht ein Monument aus zwei großen Monolithen in Form des Buchstaben „T“. Die volkstümliche Bezeichnung ‚taula‘ (katalanisch für „Tisch“) wurde von der Wissenschaft übernommen. Taula-Kultstätten bildeten ab etwa 550 v. Chr. das Zentrum vieler posttalayotischer Siedlungen. In manchen wurden bis in die frühe römische Zeit, die 123 v. Chr. begann, kultische Handlungen vorgenommen. Gegenwärtig sind 33 dieser Bauten bekannt. In sieben von ihnen steht noch die charakteristische Steinkonstruktion.
Die Taula von Torrellisar Vell steht heute innerhalb einer über zwei Meter hohen und 1,5 Meter dicken kreisförmigen Trockenmauer aus neuerer Zeit, in die allerdings sechs Pilaster der ursprünglichen Anlage eingelassen sind. Möglicherweise ist die posttalayotische Umfassungsmauer aus großen Steinplatten noch innerhalb der heutigen Trockenmauer erhalten. Die Taula selbst befindet sich in einem ausgezeichneten Erhaltungszustand. Der tragende Stein ist 2,60 m hoch und 1,65 m breit. Seine Dicke schwankt zwischen 0,55 und 0,60 m. Auf diesem ruht als Kapitell ein noch größerer Stein von 3,25 bis 3,45 m Länge, 2,00 bis 2,10 m Breite und 0,50 m Dicke.
Die Taula war Teil einer Siedlung, von der wenig erhalten ist. In der näheren Umgebung gibt es zwei Talayots, turmartige Bauten aus der talayotischen Phase der Prähistorie Menorcas, die von 850 bis 550 v. Chr. dauerte. Beide sind von mehrfachen Trockenmauern umgeben und mit Gestrüpp bewachsen, so dass ihre Struktur nicht genau zu erkennen ist. Im Bereich der ehemaligen Siedlung hat man zahlreiche Keramikscherben aus prähistorischer, römischer und islamischer Zeit gefunden.

## Lage
Die Fundstätte ist von Alaior über den Camí de Torralba zu erreichen, von dem man rechts in den Camí de l’Alblagai abzweigt und nach 400 m den Fahrweg zum Landgut Torrellisar Vell erreicht. Von hier ist die Taula etwa 250 m entfernt. Eine Schautafel gibt dem Besucher nähere Informationen. Die Fundstätte So na Caçana liegt etwa 550 m südlich, Torralba den Salord etwa 2,5 km nördlich.

## Denkmalschutz
Die archäologische Fundstätte von Torrellisar Vell ist seit 1966 als Kulturgut (Bien de Interés Cultural) unter der Registriernummer R-I-51-0003239 geschützt.
Die Taula gehört zu den 24 archäologischen Stätten, die seit 2023 als „Talayotisches Menorca“ zum Weltkulturerbe zählen.